# Scheerau (Leinburg)

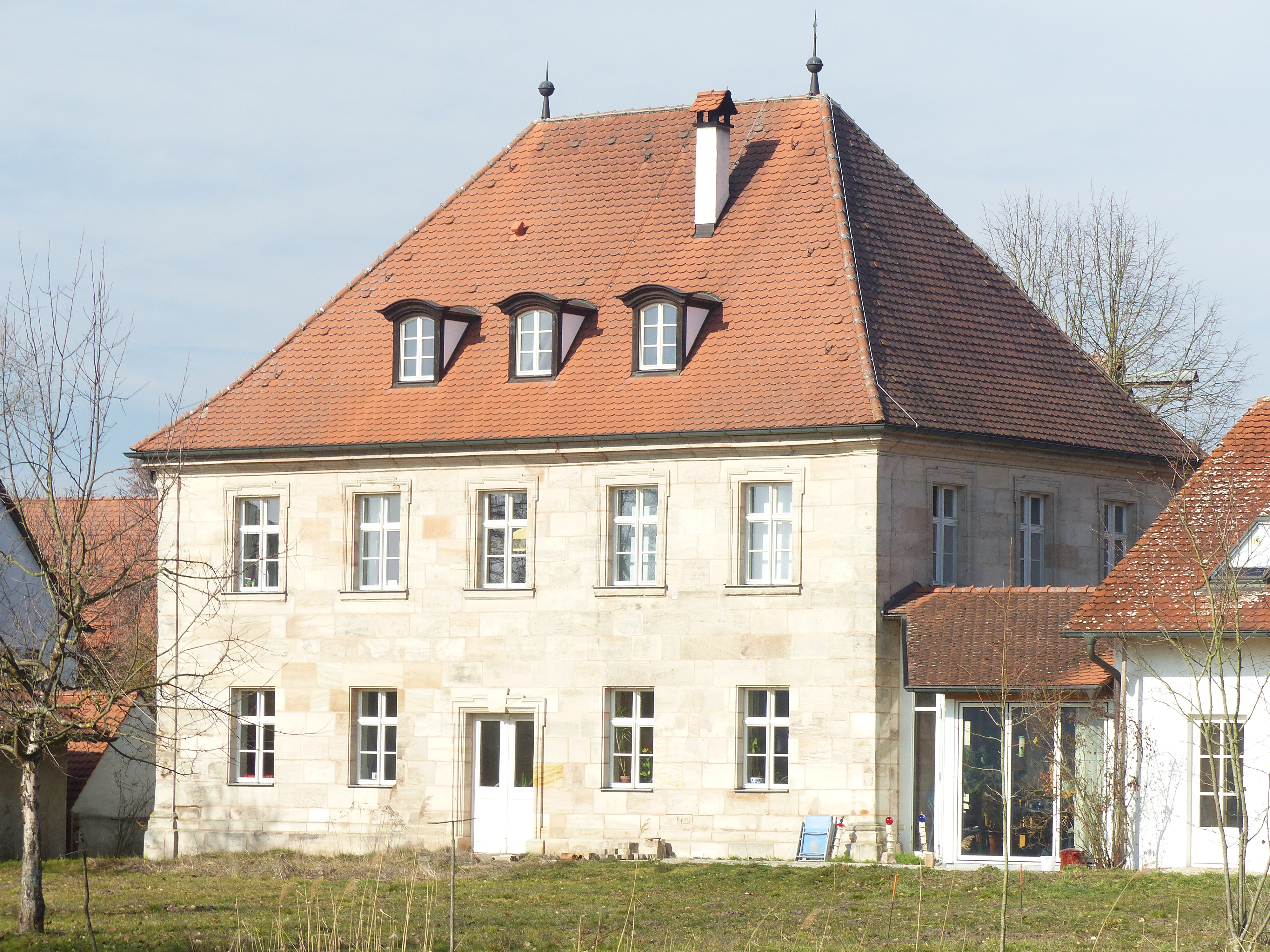
Ehemaliger Herrensitz

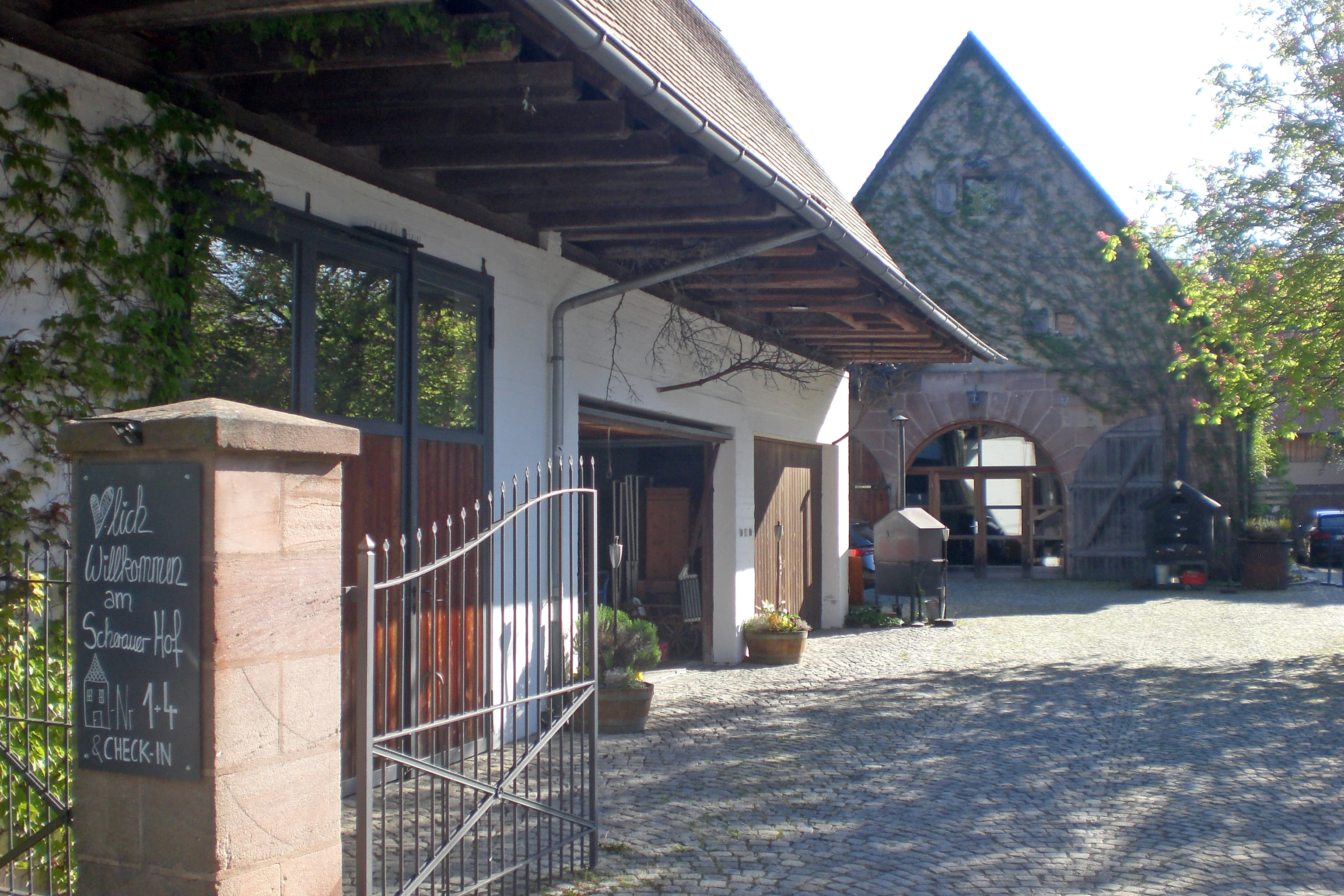
Scheerauer Hofladen (2024)

Scheerau (auch Scherau geschrieben, im örtlichen Sprachgebrauch üblicherweise mit Artikel die Scherau) ist ein Gemeindeteil der Gemeinde Leinburg im Landkreis Nürnberger Land (Mittelfranken, Bayern). Scheerau liegt in der Gemarkung Diepersdorf.

## Geografie
Der Weiler ist von einer großen Anzahl von Fischweihern umgeben. Ein Anliegerweg führt 200 Meter westlich zu einer Gemeindeverbindungsstraße, die nach Diepersdorf zur Kreisstraße LAU 15 (1 km nördlich) bzw. nach Leinburg zur Staatsstraße 2240 führt (1,3 km östlich).

## Geschichte
Die heutige Scheerau wurde bis ins 18. Jahrhundert als „Kitzenau“ bezeichnet, wie auch auf historischen Karten noch zu sehen ist. An den früheren Namen erinnert noch die „Kitzengasse“ im benachbarten Diepersdorf.
Mit dem Gemeindeedikt (frühes 19. Jahrhundert) wurde Scheerau dem Steuerdistrikt Diepersdorf und der Ruralgemeinde Diepersdorf zugewiesen. Im Zuge der Gebietsreform in Bayern wurde Scheerau am 1. Mai 1978 nach Leinburg eingemeindet.

## Baudenkmäler
In der Scheerau befindet sich ein ehemaliger Herrensitz, der als zweigeschossiger Quaderbau mit Walmdach ausgeführt ist. Er dürfte im Jahr 1767 fertiggestellt worden sein, jedoch lässt sich ein Zeidelmuttergut an dieser Stelle bis in das 16. Jahrhundert zurückverfolgen.

## Vereine und Veranstaltungen
Trotz ihrer eher geringen Größe dient die Scherau als Namensgeberin für diverse Anlässe in ihrer nächsten Umgebung. Im Umkreis von 500 Metern befinden sich die Sportanlagen sowohl der SpVgg Diepersdorf als auch des TV Leinburg, deren Lage häufig – nicht ganz zutreffend – als „in der Scherau“ bezeichnet wird. In den Scherauer Weihern angelt der Fischereiverein Diepersdorf und lädt jährlich zum Weiherfest ein, während sich ein landwirtschaftliches Anwesen in der eigentlichen Scherau zu einem Hofladen mit Veranstaltungsmöglichkeiten entwickelt hat.